# فرد ويلسون (رسام)
فرد ويلسون (بالإنجليزية: Fred Wilson)‏ هو مصمم مطبوعات وفنان ورسام أمريكي، ولد في 1954 في ذا برونكس في الولايات المتحدة.